# Holger
Holger er et drengenavn, der har nordisk oprindelse og betyder "hæderlig kæmpe". Navnet er faldende i popularitet og omkring 3.988 (2025) danskere bærer navnet ifølge Danmarks Statistik.

## Kendte personer med navnet
- Holger Boland, dansk operasanger og skuespiller.
- Holger Drachmann, dansk digter.
- Holger Juul Hansen, dansk skuespiller.
- Holger Jensen, dansk arkitekt.
- Jens Holger Jensen, dansk brandmand og politisk aktivist (forbindelse til Blekingegadebanden).
- Holger Laumann, dansk jazzmusiker.
- Holger Mygind, dansk ørelæge.
- Holger Bech Nielsen, dansk fysiker.
- Holger K. Nielsen, dansk politiker.
- Holger Simon Paulli, dansk komponist.
- Holger Perfort, dansk skuespiller.
- Holger Roed, dansk maler.
- Holger Rune, dansk tennisspiller.
- Holger Reenberg, dansk skuespiller.
- Holger Tornøe, dansk stifter.
- Holger Vistisen, dansk skuespiller.
- Holger Vivike, dansk politiker.

## Navnet anvendt i fiktion
- Holger Danske er en national dansk heltefigur, der også har lagt navn til:
  - Holger Danske, et eventyr af H.C. Andersen.
  - Holger Danske, en opera fra 1789 med musik af F.L.Æ. Kunzen og tekst af Jens Baggesen.
    - Den deraf afledte Holgerfejden.

  - Balladen om Holger Danske, en dansk dukkefilm fra 1996.
  - Holger Danskes sange, en samling sange af B.S. Ingemann med musik af Niels W. Gade.
- Find Holger er fællesbetegnelsen for en række børneopgavebøger.

## Andre anvendelser
- Holger Danske har lagt navn til en række forskellige begreber, f.eks.:
  - Holger Danske, en modstandsgruppe under anden verdenskrig.
  - Hjuldampskibet Holger Danske.
  - Radio Holger er en stærkt højreorienteret dansk radiostation.